# Ministre des Institutions démocratiques
Le ministre des Institutions démocratiques (anglais : Minister of Democratic Institutions), précédemment ministre de la Réforme démocratique, était un ministre du gouvernement fédéral canadien. Il était rattaché au portefeuille du Bureau du Conseil privé.

## Historique
Le poste de ministre de la Réforme démocratique a été créé par le Premier ministre Paul Martin en décembre 2003 afin de contrer le « déficit démocratique », une question sur laquelle Martin a fait campagne lors de sa course à la direction du Parti libéral.
Le portefeuille revient initialement à Jacques Saada. Après les élections de 2004, il est confié à Mauril Bélanger, qui est également leader adjoint du gouvernement à la Chambre des communes.
Lorsque Belinda Stronach quitte le Parti conservateur pour les libéraux en 2005, elle devient ministre du Renouveau démocratique en même temps que ministre des Ressources humaines et du Développement des compétences.
Sous Stephen Harper, le portefeuille revient d'abord aux leader du gouvernement à la Chambre (Rob Nicholson puis Peter Van Loan), puis à un ministre d'État (Steven Fletcher puis Pierre Poilievre).
En 2015, Justin Trudeau, qui a fait de la réforme électorale une de ses promesses de campagne, assigne le portefeuille à Maryam Monsef en tant que ministre des Institutions démocratiques. Elle est également présidente du Conseil privé.
Le poste est recréé à l'occasion du remaniement du remaniement de juillet 2023. À cette occasion le ministre titulaire obtient la responsabilité de la Commission des débats des chefs et du Bureau du directeur général des élections (Élections Canada).

## Liste des ministres
| Ministre Parti | Ministre Parti | Ministre Parti           | Début            | Fin              | Gouvernement     | Ministère               |
| -------------- | -------------- | ------------------------ | ---------------- | ---------------- | ---------------- | ----------------------- |
|                |                | Maryam Monsef Libéral    | 4 novembre 2015  | 10 janvier 2017  | 29e (J. Trudeau) | Bureau du Conseil privé |
|                |                | Karina Gould Libéral     | 10 janvier 2017  | 20 novembre 2019 | 29e (J. Trudeau) | Bureau du Conseil privé |
| Poste aboli    | Poste aboli    | Poste aboli              | 21 novembre 2019 | 25 juillet 2023  | 29e (J. Trudeau) | Bureau du Conseil privé |
|                |                | Dominic LeBlanc Libéral  | 26 juillet 2023  | 20 décembre 2024 | 29e (J. Trudeau) | Bureau du Conseil privé |
|                |                | Ruby Sahota Libéral      | 20 décembre 2024 | 14 mars 2025     | 29e (J. Trudeau) | Bureau du Conseil privé |
|                |                | Arielle Kayabaga Libéral | 14 mars 2025     | 13 mai 2025      | 30e (Carney)     | Bureau du Conseil privé |

### Anciens postes (2003-2013)
| Ministre Intitulé | Ministre Intitulé | Ministre Intitulé                                               | Parti        | Début            | Fin             | Gouvernement | Ministère               |
| ----------------- | ----------------- | --------------------------------------------------------------- | ------------ | ---------------- | --------------- | ------------ | ----------------------- |
|                   |                   | Jacques Saada Ministre responsable de la Réforme démocratique   | Libéral      | 12 décembre 2003 | 20 juillet 2004 | 27e (Martin) | Bureau du Conseil privé |
|                   |                   | Mauril Bélanger Ministre responsable de la Réforme démocratique | Libéral      | 20 juillet 2004  | 18 mai 2005     | 27e (Martin) | Bureau du Conseil privé |
|                   |                   | Belinda Stronach Ministre responsable du Renouveau démocratique | Libéral      | 18 mai 2005      | 6 février 2006  | 27e (Martin) | Bureau du Conseil privé |
|                   |                   | Rob Nicholson Ministre de la Réforme démocratique               | Conservateur | 6 février 2006   | 4 janvier 2007  | 28e (Harper) | Bureau du Conseil privé |
|                   |                   | Peter Van Loan Ministre de la Réforme démocratique              | Conservateur | 4 janvier 2007   | 30 octobre 2008 | 28e (Harper) | Bureau du Conseil privé |
|                   |                   | Steven Fletcher Ministre d'État (Réforme démocratique)          | Conservateur | 30 octobre 2008  | 18 mai 2011     | 28e (Harper) | [ note 7 ]              |
|                   |                   | Tim Uppal Ministre d'État (Réforme démocratique)                | Conservateur | 18 mai 2011      | 15 juillet 2013 | 28e (Harper) | Bureau du Conseil privé |
|                   |                   | Pierre Poilievre Ministre d'État (Réforme démocratique)         | Conservateur | 15 juillet 2013  | 8 février 2015  | 28e (Harper) | Bureau du Conseil privé |
|                   |                   | Pierre Poilievre Ministre de la Réforme démocratique            | Conservateur | 9 février 2015   | 4 novembre 2015 | 28e (Harper) | Bureau du Conseil privé |